# Nicholas Galitzine
Nicholas Galitzine (London, Ujedinjeno Kraljevstvo, 29. rujna 1994.), engleski televizijski i filmski glumac, pjevač i kantautor. Filmski debi ostvario je u filmu Ritam pod mojim nogama (2014.), a potom je realizirao naslovne uloge u filmovima High Strung i Handsome Devil 2016. godine. U nadolazećem filmu Gospodari svemira, koji ima zakazanu premijeru 5. lipnja 2026. godine glumit će glavnu ulogu He-Mana.

## Životopis
Rodio se u Engleskoj u obiteji grčkog podrijetla. U ranoj mladosti bavio se sportom, osobito tijekom školovanja na Dulwich Collegeu gdje je trenirao ragbi i nogomet, ali ga je ozlijed natjerala da se prestane baviti sportom. Nakon toga se usmjerio prema glumi.

## Filmografija

### Film
| Godina    | Film                                     | Uloga             | Bilješke       |
| --------- | ---------------------------------------- | ----------------- | -------------- |
| 2014.     | Ritam pod mojim nogama                   | Tom Heath         |                |
| 2016.     | High Strung                              | Johnnie Blackwell |                |
| 2016.     | Handsome Devil                           | Conor Masters     |                |
| 2017.     | The Changeover                           | Sorensen Carlisle |                |
| 2019.     | Share                                    | A.J.              |                |
| 2019.     | After Louise                             | Barista           | nije naveden   |
| 2020.     | Opasne čini: Naslijeđe                   | Timmy Andrews     |                |
| 2021.     | Pepeljuga                                | princ Robert      |                |
| 2022.     | Purpurna srca                            | Luke Morrow       |                |
| 2023.     | Gubitnice                                | Jeff              |                |
| 2023.     | Crveno, bijelo i kraljevski plavo        | princ Henry       |                |
| 2024.     | Ideja o tebi                             | Hayes Campbell    |                |
| 2026.     | Three Bags Full: A Sheep Detective Movie | nepoznato         | postprodukcija |
| 2026.     | Gospodari svemira                        | Princ Adam/He-Man | u produkciji   |
| nepoznato | 100 Nights of Hero                       | nepoznato         |                |

### Televizija
| Godina | Film                     | Uloga           | Bilješke                                     |
| ------ | ------------------------ | --------------- | -------------------------------------------- |
| 2015.  | Legende                  | Angelo          | TV serija; epizoda Legenda Terrencea Gravesa |
| 2017.  | The Watcher in the Woods | Mark Fleming    | TV film                                      |
| 2019.  | Chambers                 | Elliott Lefevre | TV serija, glavna uloga, 10 epizoda          |
| 2024.  | Mary & George            | George Villiers | mini-serija, glavna uloga                    |

## Vanjske poveznice
- Nicholas Galitzine životopis – imdb.com (engl.)
- Novo lice Mladi glumac koji polako osvaja svijet filma, glazbe i mode: Nicholas Galitzine naš je novi crush – telegram.hr
- Nicholas Galitzine – rottentomatoes.com (engl.)
- Nicholas Galitzine – famousbirthdays.com (engl.)
- Nicholas Galitzine filmografija – mojtv.hr